# 斉藤実 (警察官僚)
斉藤 実（さいとう みのる、1961年〈昭和36年〉12月9日 - ）は、日本の警察官僚。第96代警視総監。

## 来歴
1985年（昭和60年）3月、東京大学法学部を卒業したのち、同年4月に警察庁に採用。
香川県警察本部警備部公安課長、広島県警察本部警備部公安第一課長、警察庁警務局人事課課長補佐、警視庁第七機動隊長、警察庁交通局都市交通対策課理事官、警察庁警備局警備課理事官、警視庁警備部警備第一課長、警察庁警備局警備企画課危機管理企画官、警察庁警備局警備課長、三重県警察本部長、警察庁長官官房総務課長、警視庁警備部長、警察庁長官官房審議官、警察庁長官官房総括審議官、神奈川県警察本部長、警視庁副総監などを歴任した。途中、国税庁、外務省、内閣官房に出向し、国税庁直税部所得税課国税実査官、大阪国税局龍野税務署長、在イタリア日本国大使館一等書記官、内閣官房内閣参事官（内閣官房副長官補付）を務めた。
2020年（令和2年）1月17日、第96代警視総監に就任。在任中、2020年東京オリンピック・パラリンピックの警備を指揮し、外事部門の中国と北朝鮮の情報収集体制の強化を図った。
2021年（令和3年）9月16日、同日付で退官。
2022年2月、みずほ銀行顧問。2022年6月、あいおいニッセイ同和損害保険監査役。

## エピソード
- 1992年に国際連合平和維持活動の一環で行われた自衛隊カンボジア派遣に際して文民警察官の採用や後方支援に携わった[5]。
- 1995年5月、警視庁第七機動隊長としてオウム真理教総本部への家宅捜索に赴いた。毒ガス検知のための小鳥を用意するなどの緊迫した状況下で隊長として先頭に立った。この事について斉藤は「指揮官が前に立つのは自然の所作」と述懐している[7]。
- 東北地方太平洋沖地震発生後、警察庁警備局警備課長として現地入りした。その際に被災者に寄り添う警察官の姿を見て「強さと優しさが警察の原点だと改めて思った」と、警視総監就任時のインタビューで振り返っている[5]。
- 2000年に開催された第26回主要国首脳会議、2002年に開催された2002 FIFAワールドカップなどの大規模な警備を担当したことから警察内で「警備のエキスパート」と称されている[7]。
- 警視庁副総監として即位の礼などの対応にあたった[7]。
- 小説家・今野敏の大ファンである。『隠蔽捜査』シリーズに登場する神奈川県警察本部長・佐藤実のモデルは彼であり、今野とは神奈川県警察本部長時代に面談したことがある。『隠蔽捜査』では、キャリア警察官が敵役として描かれていないことに感動したといい、『安積班シリーズ』なども読んでいるという[8]。